# Jama Williamson
Jama Williamson (Evansville, 12 marzo 1974) è un'attore statunitense.

## Carriera
E' nota principalmente per il ruolo di Nora Tate nella serie televisiva Hollywood Heights e per quello della preside Mullins in School of Rock.

## Filmografia

### Televisione
- Law & Order - I due volti della giustizia (Law & Order) - serie TV, episodio 15x12 (2005)
- Numb3rs - serie TV, episodio 3x18 (2007)
- Parks and Recreation - serie TV, 11 episodi (2009-2011)
- Weeds - serie TV, episodi 6x04-6x05 (2010)
- Hollywood Heights - serie TV, 80 episodi (2012)
- Private Practice - serie TV, episodio 6x12 (2013)
- Rake - serie TV, 4 episodi (2014)
- CSI - Scena del crimine (CSI: Crime Scene Investigation) - serie TV, episodio 15x02 (2014)
- The Mentalist - serie TV, episodio 7x05 (2014)
- Mad Men - serie TV, episodio 7x12 (2015)
- School of Rock - serie TV, 33 episodi (2016-2018)
- NCIS - Unità anticrimine (NCIS) - serie TV, episodio 13x19 (2016)
- The Good Place - serie TV, 8 episodi (2017-2019)
- Brooklyn Nine-Nine - serie TV, episodio 4x13 (2017)
- New Girl - serie TV, episodio 7x03 (2018)
- Single Parents - serie TV, 11 episodi (2019-2020)
- 9-1-1 - serie TV, episodi 2x15, 3x14 (2019-2020)
- Borrasca - serie TV, 5 episodi (2020)
- Law & Order - Unità vittime speciali (Law & Order: Special Victims Unit) - serie TV, episodi 26x06, 26x16 (2024-2025)
- American Rust - Ruggine americana (American Rust) - serie TV, 4 episodi (2024)
- A Man on the Inside - serie TV, 4 episodi (2024)
- FBI: International - serie TV, episodio 4x22 (2025)

## Doppiatrici italiane
Nelle versioni in italiano delle opere in cui ha recitato, Jama Williamson è stata doppiata da:
- Emanuela D'Amico in Private Practice, Single Parents
- Antonella Baldini in NCIS - Unità anticrimine, Law & Order - Unità vittime speciali
- Michela Alborghetti in Rake, A Man on the Inside
- Georgia Lepore in Hollywood Heights
- Patrizia Mottola in School of Rock
- Melissa Maccari in The Good Place
- Beatrice Margiotti in 9-1-1